# Aqueduc de l'Aqua Tepula
L'aqueduc de l'Aqua Tepula (en latin : Aqua Tepula) est le quatrième des onze principaux aqueducs du réseau d'adduction d'eau de la Rome antique, construit en 125 av. J.-C.

## Histoire
Ce nouvel aqueduc est édifié sous le consulat de Marcus Fulvius Flaccus et Marcus Plautius Hypsaeus, sur ordre des censeurs Lucius Cassius Longinus Ravilla et Cnaeus Servilius Caepio,. Il s'agit d'un projet beaucoup moins ambitieux que le précédent aqueduc, l'Aqua Marcia, peut-être à cause de considérations économiques durant une période politiquement instable.
Alors qu'il a pris la tête de l'administration du service des eaux, Agrippa entreprend de nombreux travaux d'entretien et d’agrandissement du réseau. Il fait notamment construire l'aqueduc de l'Aqua Julia qui est alimenté par les mêmes sources que l'Aqua Tepula, ce dernier aqueduc est reconstruit à cette occasion. Les deux nouveaux conduits suivent les mêmes arcades jusqu'à Rome mais l'eau est acheminé dans des canaux (specus) séparés.
L'aqueduc est réparé par Auguste à la suite d'un rapport alarmant sur l'état du réseau des consuls Quintus Aelius Tubero et Paullus Fabius Maximus émis en 11 av. J.-C..

## Description

### Les sources
Selon les sources antiques, il est alimenté par des sources captées par un réseau de canaux souterrains et situées sur des terres appartenant à Lucullus (Ager Lucullanus). Les historiens et archéologues modernes situent ces sources sur la pente septentrionale des Monts Albains, entre le dixième et le douzième milliaire de la Via Latina, sur le territoire de Tusculum,. Les sources ont été identifiées à la Fonte ou Sorgente Preziosa, un des nombreux cours d'eau de la Valle Marciana. Son nom indique que l'eau qu'il achemine à Rome est tiède à la source, à une température comprise entre 16 et 18 °C. Après la construction de l'Aqua Julia, l'Aqua Tepula devient probablement une branche secondaire de ce nouvel aqueduc et au Ier siècle, Frontin ne lui associe plus de sources propres,.

### Parcours hors de Rome
Le tracé original de l'aqueduc d'époque républicaine n'est pas connu mais devait être entièrement souterrain jusqu'à sa jonction avec l'Aqua Marcia. Lors de sa reconstruction sous Agrippa, l'aqueduc suit un nouveau tracé, l'ancien est abandonné. Mis à part les cinq premiers kilomètres, les aqueducs de l'Aqua Tepula et de l'Aqua Julia suivent un tracé commun jusqu'à leur piscina. Connaissant la longueur de l'Aqua Julia de 22,9 km, la longueur de l'Aqua Tepula est estimée à 18 km.

### Parcours dans Rome
L'Aqua Tepula atteint la ville au niveau de la Porte Majeure soutenu par les arcades de l'Aqua Marcia où son eau est reçue dans des réservoirs fermés. Cette eau quitte les réservoirs et suit les mêmes arcades que l'Aqua Julia et l'Aqua Marcia, mais dans des canaux séparés et superposés, celui de l'Aqua Julia au-dessus de l'Aqua Tepula, elle-même au-dessus de l'Aqua Marcia. Arrivés au niveau du Viminal, les trois canaux alimentent un grand réservoir final (castellum) situé au nord des thermes de Dioclétien, au niveau de l'actuelle Via XX Settembre puis deviennent souterrains et distribuent leurs eaux dans toutes les régions de Rome.

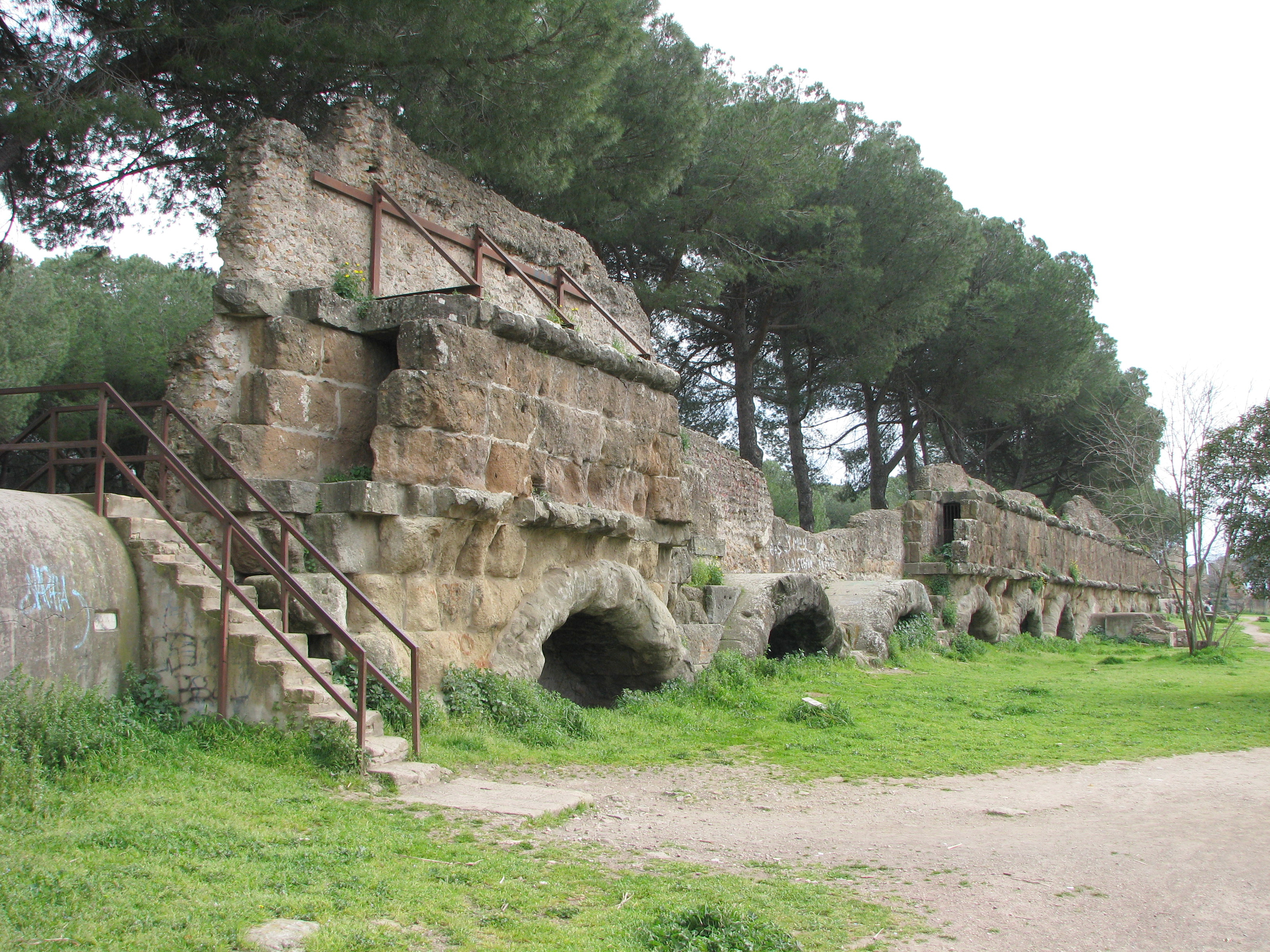
Vestiges des arches soutenant le canal en pierre de l'Aqua Marcia et les canaux en brique de l'Aqua Tepula et de l'Aqua Iulia.
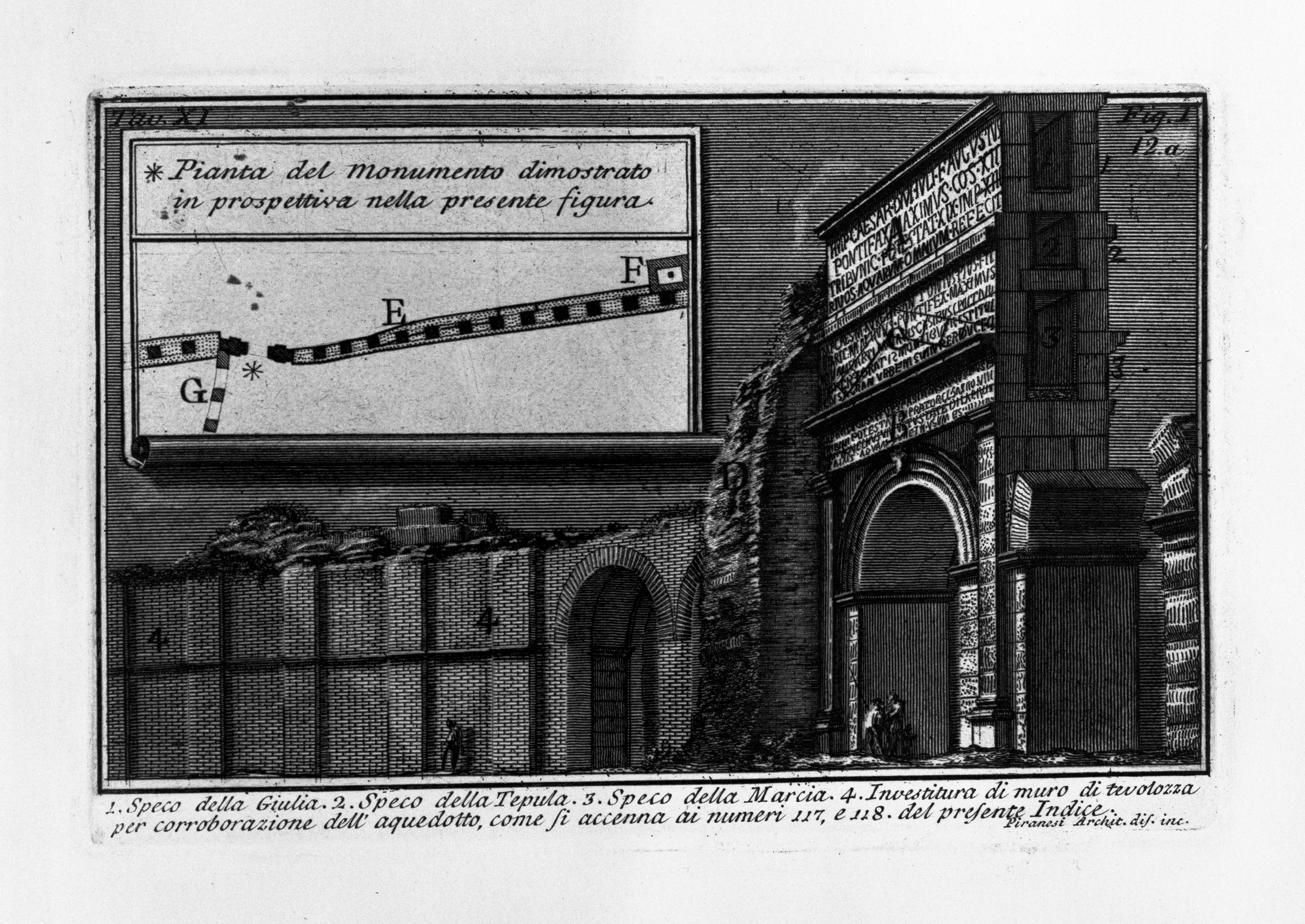
Gravure de Piranèse représentant la Porta Tiburtina. L'attique dissimule trois canaux superposés, de bas en haut : l'Aqua Marcia, l'Aqua Tepula et l'Aqua Iulia.

## Usage et distribution
L'aqueduc, d'une capacité modeste mais d'une altitude élevée, est introduit dans le réseau pour alimenter la colline du Capitole et les régions de plus haute altitude de la ville. L'eau acheminée par l'aqueduc est distribuée dans les régions IV, V, VI et VII au moyen de 14 châteaux d'eau (castella). Le fait que l'Aqua Tepula approvisionne les mêmes régions que l'Aqua Marcia semble indiquer qu'il a été conçu comme moyen de compléter la capacité de cet aqueduc, les besoins en eau ayant fortement augmenté peu de temps, une vingtaine d'années seulement séparant la construction des deux aqueducs.
À l'époque de Frontin, les registres officiels indiquent une capacité de 400 quinaires. Etant donné qu'à cette époque, l'aqueduc ne dispose plus de sources propres, Frontin estime son débit au niveau du bassin épuratoire de l'Aqua Julia (190 quinaires) et ajoute les débits reçus plus loin de l'Aqua Marcia (92 quinaires) et de l'Anio Novus (163 quinaires). Il mesure un débit de 445 quinaires, capacité qu'il retrouve dans la distribution, signe que cet aqueduc n'est pas touché par les détournements illégaux.
L'Aqua Tepula est réputée avoir un goût désagréable et jusqu'à ce que sa qualité soit améliorée sous Auguste, cette eau a tendance à être écartée pour la consommation en eau potable, lui préférant plutôt un usage industriel, libérant ainsi l'Aqua Marcia, de bien meilleure qualité, qui peut ainsi être consommée en plus grande quantité.
| Hors de Rome (extra urbem) | Hors de Rome (extra urbem) | Dans Rome (in urbe) | Dans Rome (in urbe)  | Dans Rome (in urbe) | Dans Rome (in urbe) | Dans Rome (in urbe)           | Dans Rome (in urbe)           | Dans Rome (in urbe)              | Dans Rome (in urbe)           |
| -------------------------- | -------------------------- | ------------------- | -------------------- | ------------------- | ------------------- | ----------------------------- | ----------------------------- | -------------------------------- | ----------------------------- |
| Concession impériale       | Usage privé                | Nombre de castella  | Concession impériale | Usage privé         | Usage public        | Répartition de l'usage public | Répartition de l'usage public | Répartition de l'usage public    | Répartition de l'usage public |
| Concession impériale       | Usage privé                | Nombre de castella  | Concession impériale | Usage privé         | Usage public        | Camps                         | Établissements et ateliers    | Lieux de spectacle               | Bassins                       |
| 58 (13%)                   | 56 (13%)                   | 14                  | 34 (8%)              | 247 (56%)           | 50 (11%)            | 12 (24%) (1 camp)             | 7 (14%) (3 établissements)    | 0 (0%) (Aucun lieu de spectacle) | 31 (62%) (13 bassins)         |

## Conversions
- La quinaire (quineria) est un « module de mesure des eaux » correspondant à un tuyau d'un diamètre de cinq quarts de doigts (2,3 cm) qui sert de référence pour évaluer le débit d'eau circulant dans un conduit depuis le Ier siècle av. J.-C., ce module ayant été introduit par Vitruve ou Agrippa[a 6]. La manière dont les ingénieurs romains convertissent le débit de l'eau pour l'exprimer en un diamètre de tuyau n'est pas bien établie, aussi plusieurs conversions en mètres cubes journaliers ont été proposées, allant de 32,8 à 40,6 m3/jour[7] ;
- le pas romain (gradus) vaut 0,741 mètre, 1,482 mètre si on compte en double pas (passus) ;
- le mille romain (milliarium) vaut 1 482 mètres, soit mille double pas.